# 塞尔瓦·阿尔马达
塞尔瓦·阿尔马达，阿根廷女作家。
塞尔瓦·阿尔马达大学时代在巴拉那主修社会传播学，但后来离开了该专业并进入巴拉那高等教育学院担任文学教授。这时她开始写作，其中一些作品是在玛丽亚·埃琳娜·洛特林格于传播学院提供的工作室中构思的。
她的第一篇短篇小说发表在巴拉那的周刊《Análisis》上。1997年到1998年，她主持了一个简单的自我管理的文化文学项目，名为CAelum Blue。
她很大程度上是在布宜诺斯艾利斯的阿尔贝托·莱塞卡文学工作室成为职业作家的。智利作家迭戈·祖尼加和记者、作家兼散文家贝阿特丽斯·萨尔洛等文学人物的公开肯定了她的才能。
2012年，她出版了第一部长篇小说《随风远去》，赢得广泛赞誉。《Revista Ñ》杂志将其列为“年度小说”。2016 年，《随风远去》被Beatriz Catani和Luis Menacho改编为歌剧。此外，这本书与《瓦工》（2013）、《不是一条河》（2021）共同构成了《人类三部曲》。
2014年她出版了编年史《死去的女孩》，这是她首部非虚构作品，其中描写了20世纪80年代阿根廷不同省份发生的三起谋杀女性的案件。